# 2015-ös Ázsia-kupa (keretek)
Ez a szócikk tartalmazza a 2015-ös Ázsia-kupán részt vevő csapatok által nevezett játékosok listáját.
Csapatonként 23 játékost lehetett nevezni, amiből három kapust kellett tartalmaznia a keretnek.

## A csoport

### Ausztrália
Szövetségi kapitány: Ange Postecoglou
2014. december 7-én Postecoglou 46 játékost nevezett meg. A végső keretet 2014. december 23-án jelentette be.
| Szám | Poszt | Név                | Születési dátum (Kor)            | Vál. | Klub                     |
| ---- | ----- | ------------------ | -------------------------------- | ---- | ------------------------ |
| 1    | K     | Mathew Ryan        | 1992. április 8. (22 évesen)     | 13   | Club Brugge              |
| 2    | V     | Ivan Franjić       | 1987. szeptember 10. (27 évesen) | 12   | Torpedo Moscow           |
| 3    | V     | Jason Davidson     | 1991. június 29. (23 évesen)     | 13   | West Bromwich Albion     |
| 4    | CS    | Tim Cahill         | 1979. december 6. (35 évesen)    | 77   | New York Red Bulls       |
| 5    | KP    | Mark Milligan      | 1985. augusztus 4. (29 évesen)   | 33   | Melbourne Victory        |
| 6    | V     | Matthew Špiranović | 1988. június 27. (26 évesen)     | 21   | Western Sydney Wanderers |
| 7    | KP    | Mathew Leckie      | 1991. február 4. (23 évesen)     | 16   | Ingolstadt 04            |
| 8    | V     | Chris Herd         | 1989. április 4. (25 évesen)     | 3    | Aston Villa              |
| 9    | CS    | Tomi Jurić         | 1991. július 22. (23 évesen)     | 5    | Western Sydney Wanderers |
| 10   | CS    | Robbie Kruse       | 1988. október 5. (26 évesen)     | 32   | Bayer Leverkusen         |
| 11   | KP    | Tommy Oar          | 1991. december 10. (23 évesen)   | 21   | FC Utrecht               |
| 12   | K     | Mitchell Langerak  | 1988. augusztus 22. (26 évesen)  | 5    | Borussia Dortmund        |
| 13   | V     | Aziz Behich        | 1990. december 16. (24 évesen)   | 7    | Bursaspor                |
| 14   | KP    | James Troisi       | 1988. július 3. (26 évesen)      | 16   | Zulte Waregem            |
| 15   | KP    | Mile Jedinak (csk) | 1984. augusztus 3. (30 évesen)   | 52   | Crystal Palace           |
| 16   | CS    | Nathan Burns       | 1988. május 7. (26 évesen)       | 7    | Wellington Phoenix       |
| 17   | KP    | Matt McKay         | 2015. január 14. (-33 évesen)    | 50   | Brisbane Roar            |
| 18   | K     | Eugene Galeković   | 1981. június 12. (33 évesen)     | 8    | Adelaide United          |
| 19   | KP    | Terry Antonis      | 1993. november 26. (21 évesen)   | 3    | Sydney FC                |
| 20   | V     | Trent Sainsbury    | 1992. január 5. (23 évesen)      | 4    | PEC Zwolle               |
| 21   | KP    | Massimo Luongo     | 1992. szeptember 25. (22 évesen) | 5    | Swindon Town             |
| 22   | V     | Alex Wilkinson     | 1984. augusztus 13. (30 évesen)  | 11   | Jeonbuk Hyundai Motors   |
| 23   | KP    | Mark Bresciano     | 1980. február 11. (34 évesen)    | 81   | Al-Gharafa               |

### Dél-Korea
Szövetségi kapitány:  Uli Stielike
A végső keretet 2014. december 22-én jelentették be.
| Szám | Poszt | Név                | Születési dátum (Kor)            | Vál. | Klub                   |
| ---- | ----- | ------------------ | -------------------------------- | ---- | ---------------------- |
| 1    | K     | Csong Szongnjong   | 1985. január 4. (30 évesen)      | 64   | Suwon Bluewings        |
| 2    | V     | Kim Cshangszu      | 1985. szeptember 12. (29 évesen) | 13   | Kashiwa Reysol         |
| 3    | V     | Kim Dzsinszu       | 1992. június 13. (22 évesen)     | 9    | 1899 Hoffenheim        |
| 4    | V     | Kim Dzsujong       | 1988. július 9. (26 évesen)      | 4    | Shanghai SIPG          |
| 5    | V     | Kvak Thehü         | 1981. július 8. (33 évesen)      | 37   | el-Hilál               |
| 6    | KP    | Pak Csuho          | 1987. január 16. (27 évesen)     | 17   | Mainz 05               |
| 7    | KP    | Szon Hungmin       | 1992. július 8. (22 évesen)      | 34   | Bayer Leverkusen       |
| 8    | KP    | Kim Minu           | 1990. február 25. (24 évesen)    | 9    | Sagan Tosu             |
| 9    | CS    | Cso Jongcshol      | 1989. május 31. (25 évesen)      | 10   | Qatar SC               |
| 10   | KP    | Nam Thehi          | 1991. július 3. (23 évesen)      | 16   | Lekhwiya               |
| 11   | CS    | I Gunho            | 1985. április 11. (29 évesen)    | 70   | El-Jaish               |
| 12   | KP    | Han Gjovon         | 1990. június 15. (24 évesen)     | 4    | Jeonbuk Hyundai Motors |
| 13   | KP    | Ku Dzsacshol       | 1989. február 27. (25 évesen)    | 42   | Mainz 05               |
| 14   | KP    | Han Gugjong        | 1990. április 19. (24 évesen)    | 18   | Qatar SC               |
| 15   | KP    | I Mjongdzsu        | 1990. április 24. (24 évesen)    | 12   | Al-Ain                 |
| 16   | KP    | Ki Szongjong (csk) | 1989. január 24. (25 évesen)     | 66   | Swansea City           |
| 17   | KP    | I Cshongjong       | 1988. július 2. (26 évesen)      | 64   | Bolton Wanderers       |
| 18   | CS    | I Dzsonghjop       | 1991. június 24. (23 évesen)     | 0    | Sangju Sangmu          |
| 19   | V     | Kim Jonggvon       | 1990. február 27. (24 évesen)    | 29   | Guangzhou Evergrande   |
| 20   | V     | Csang Hjonszu      | 1991. szeptember 28. (23 évesen) | 7    | Guangzhou R&F          |
| 21   | K     | Kim Szunggju       | 1990. szeptember 30. (24 évesen) | 7    | Ulsan Hyundai          |
| 22   | V     | Csha Duri          | 1980. július 25. (34 évesen)     | 70   | FC Szöul               |
| 23   | K     | Kim Dzsinhjon      | 1987. július 6. (27 évesen)      | 4    | Cerezo Osaka           |

### Omán
Szövetségi kapitány:  Paul Le Guen
A végső keretet 2014. december 25-én jelentették be. Két változtatás volt utólag, Sulaiman Al-Buraiki helyettesítette Mohannad Al-Zaabit és Amer Said Al-Shatri helyettesítette Saad Al-Mukhainit.
| Szám | Poszt | Név                         | Születési dátum (Kor)           | Vál. | Klub           |
| ---- | ----- | --------------------------- | ------------------------------- | ---- | -------------- |
| 1    | K     | Ali al-Habszi (csk)         | 1981. december 30. (33 évesen)  | 100  | Wigan Athletic |
| 2    | V     | Mohammed Al-Musalami        | 1990. április 27. (24 évesen)   | 35   | Fanja          |
| 3    | V     | Jaber Al-Owaisi             | 1989. november 4. (25 évesen)   | 27   | Al-Shabab      |
| 4    | KP    | Ali Al-Jabri                | 1990. január 29. (24 évesen)    | 33   | Fanja          |
| 5    | V     | Nasser Al-Shimli            | 1989. február 15. (25 évesen)   | 7    | Al-Oruba       |
| 6    | CS    | Raed Ibrahim Saleh          | 1992. június 9. (22 évesen)     | 42   | Fanja          |
| 7    | CS    | Mohammed Al-Siyabi          | 1988. december 21. (26 évesen)  | 17   | Al-Shabab      |
| 8    | KP    | Eid Al-Farsi                | 1987. január 31. (27 évesen)    | 47   | Al-Oruba       |
| 9    | CS    | Abdulaziz Al-Muqbali        | 1989. április 23. (25 évesen)   | 38   | Fanja          |
| 10   | CS    | Qasim Said                  | 1989. április 20. (25 évesen)   | 58   | en-Naszr       |
| 11   | V     | Amer Said Al-Shatri         | 1990. április 5. (24 évesen)    | 1    | Dhofar         |
| 12   | KP    | Ahmed Mubarak Al-Mahaijri   | 1985. február 23. (29 évesen)   | 108  | Al-Oruba       |
| 13   | V     | Abdul Salam Al-Mukhaini     | 1988. április 7. (26 évesen)    | 38   | Al-Oruba       |
| 14   | CS    | Yaqoob Abdul-Karim          | 1985. szeptember 4. (29 évesen) | 33   | Saham          |
| 15   | V     | Ali Salim Al-Nahar          | 1992. augusztus 21. (22 évesen) | 17   | Dhofar         |
| 16   | V     | Ali Al-Busaidi              | 1991. január 21. (23 évesen)    | 11   | Al-Nahda       |
| 17   | V     | Hassan Mudhafar Al-Gheilani | 1980. június 26. (34 évesen)    | 113  | Al-Oruba       |
| 18   | K     | Mazin Al-Kasbi              | 1993. április 27. (21 évesen)   | 13   | Fanja          |
| 19   | V     | Ahmed Al-Mukhaini           | 1985. május 2. (29 évesen)      | 0    | Al-Oruba       |
| 20   | CS    | Amad Al-Hosni               | 1984. július 18. (30 évesen)    | 115  | Saham          |
| 21   | KP    | Mohsin Al-Khaldi            | 1992. január 1. (23 évesen)     | 1    | Saham          |
| 22   | K     | Sulaiman Al-Buraiki         | 1986. július 30. (28 évesen)    | 0    | Al-Nahda       |
| 23   | CS    | Said Al-Ruzaiqi             | 1986. december 12. (28 évesen)  | 4    | Al-Nahda       |

### Kuvait
Szövetségi kapitány:  Nabil Maaloul
A végső keretet 2014. december 30-án jelentették be.
| Szám | Poszt | Név                      | Születési dátum (Kor)           | Vál. | Klub       |
| ---- | ----- | ------------------------ | ------------------------------- | ---- | ---------- |
| 1    | K     | Khaled Al-Rashidi        | 1987. április 20. (27 évesen)   | 12   | Al-Salmiya |
| 2    | KP    | Amer Al Fadhel           | 1988. április 21. (26 évesen)   | 14   | Qadsia     |
| 3    | V     | Fahad Awadh              | 1985. február 26. (29 évesen)   | 27   | Al-Kuwait  |
| 4    | V     | Hussain Fadhel           | 1984. október 9. (30 évesen)    | 43   | Al-Wahda   |
| 5    | V     | Fahed Al Hajri           | 1991. november 10. (23 évesen)  | 14   | Qadsia     |
| 6    | V     | Khaled Al Qahtani        | 1985. február 16. (29 évesen)   | 14   | Qadsia     |
| 7    | KP    | Talal Al Fadhel          | 1990. augusztus 11. (24 évesen) | 0    | Kazma      |
| 8    | KP    | Saleh Al Sheikh          | 1982. május 29. (32 évesen)     | 39   | Qadsia     |
| 9    | KP    | Abdullah Al Buraiki      | 1987. augusztus 12. (27 évesen) | 10   | Al-Kuwait  |
| 10   | KP    | Aziz Mashaan             | 1988. október 19. (26 évesen)   | 7    | Qadsia     |
| 11   | KP    | Fahad Al Ansari          | 1987. február 25. (27 évesen)   | 21   | Qadsia     |
| 12   | KP    | Sultan Al Enezi          | 1992. március 29. (22 évesen)   | 15   | Qadsia     |
| 13   | V     | Musaed Neda              | 1983. július 8. (31 évesen)     | 70   | el-Orúba   |
| 14   | KP    | Talal Al Amer            | 1987. február 22. (27 évesen)   | 21   | Qadsia     |
| 15   | CS    | Faisal Al Enezi          | 1988. június 11. (26 évesen)    | 0    | Al-Salmiya |
| 16   | KP    | Faisal Zaid              | 1991. október 9. (23 évesen)    | 1    | Jahra      |
| 17   | CS    | Bader Al-Mutawa          | 1985. január 10. (29 évesen)    | 149  | Qadsia     |
| 18   | V     | Khalid El Ebrahim        | 1992. augusztus 28. (22 évesen) | 5    | Qadsia     |
| 19   | CS    | Abdul Rahman Al Shammari | 1993. február 13. (21 évesen)   | 2    | en-Naszr   |
| 20   | CS    | Yousef Nasser            | 1990. október 9. (24 évesen)    | 48   | Kazma      |
| 21   | CS    | Ali Maqseed              | 1986. december 11. (28 évesen)  | 26   | Al-Arabi   |
| 22   | K     | Nawaf Al Khaldi (csk)    | 1981. május 25. (33 évesen)     | 100  | Al-Qadsia  |
| 23   | K     | Hameed Youssef           | 1987. augusztus 10. (27 évesen) | 6    | Al-Arabi   |

## B csoport

### Üzbegisztán
Szövetségi kapitány: Mirdzsalol Kaszimov
A végső keretet 2014. december 30-án jelentették be.
| Szám | Poszt | Név                   | Születési dátum (Kor)           | Vál. | Klub               |
| ---- | ----- | --------------------- | ------------------------------- | ---- | ------------------ |
| 1    | K     | Eldorbek Suyunov      | 1991. április 12. (23 évesen)   | 7    | Nasaf Qarshi       |
| 2    | V     | Egor Krimets          | 1992. január 27. (22 évesen)    | 4    | Pakhtakor Tashkent |
| 3    | V     | Shavkat Mullajanov    | 1986. január 19. (28 évesen)    | 23   | Olmaliq            |
| 4    | CS    | Szardor Rasidov       | 1991. június 14. (23 évesen)    | 9    | Bunyodkor          |
| 5    | V     | Anzur Ismailov        | 1985. április 21. (29 évesen)   | 55   | Changchun Yatai    |
| 6    | CS    | Bahogyir Naszimov     | 1987. május 2. (27 évesen)      | 11   | Padideh            |
| 7    | KP    | Azizbek Haydarov      | 1985. július 8. (29 évesen)     | 56   | Al-Shabab          |
| 8    | KP    | Server Jeparov (csk)  | 1982. október 3. (32 évesen)    | 102  | Seongnam           |
| 9    | KP    | Odil Ahmedov          | 1987. november 25. (27 évesen)  | 60   | Krasnodar          |
| 10   | KP    | Jamshid Iskanderov    | 1993. október 16. (21 évesen)   | 9    | Pakhtakor Tashkent |
| 11   | CS    | Igor Sergeev          | 1993. április 30. (21 évesen)   | 9    | Pakhtakor Tashkent |
| 12   | K     | Ignatiy Nesterov      | 1983. június 20. (31 évesen)    | 84   | Lokomotiv Tashkent |
| 13   | KP    | Lutfulla Toʻrayev     | 1988. március 30. (26 évesen)   | 11   | Lokomotiv Tashkent |
| 14   | V     | Shukhrat Mukhammadiev | 1989. június 29. (25 évesen)    | 2    | Nasaf Qarshi       |
| 15   | KP    | Jasur Hasanov         | 1983. augusztus 2. (31 évesen)  | 39   | Lokomotiv Tashkent |
| 16   | KP    | Vokhid Shodiev        | 1986. november 9. (28 évesen)   | 4    | Bunyodkor          |
| 17   | KP    | Szanzsar Turszunov    | 1986. december 29. (28 évesen)  | 36   | Vorskla Poltava    |
| 18   | KP    | Timur Kapadze         | 1981. szeptember 5. (33 évesen) | 111  | Lokomotiv Tashkent |
| 19   | V     | Vitaliy Denisov       | 1987. február 24. (27 évesen)   | 48   | Lokomotiv Moscow   |
| 20   | V     | Islom Tukhtakhodjaev  | 1989. október 30. (25 évesen)   | 37   | Lokomotiv Tashkent |
| 21   | K     | Akbar Turaev          | 1989. augusztus 27. (25 évesen) | 0    | Bunyodkor          |
| 22   | KP    | Farrukh Sayfiev       | 1991. január 17. (23 évesen)    | 2    | Nasaf Qarshi       |
| 23   | V     | Akmal Shorakhmedov    | 1986. május 10. (28 évesen)     | 14   | Bunyodkor          |

### Szaúd-Arábia
Szövetségi kapitány:  Cosmin Olăroiu
A végső keretet 2014. december 25-én jelentették be. Nasser Al-Shamrani helyett Ibrahim Ghaleb került a keretbe utólag.
| Szám | Poszt | Név                   | Születési dátum (Kor)            | Vál. | Klub       |
| ---- | ----- | --------------------- | -------------------------------- | ---- | ---------- |
| 1    | K     | Waleed Abdullah       | 1986. április 19. (28 évesen)    | 58   | es-Sabáb   |
| 2    | V     | Saeed Al Mowalad      | 1991. március 9. (23 évesen)     | 6    | el-Áhlí    |
| 3    | V     | Osama Hawsawi         | 1984. március 31. (30 évesen)    | 103  | el-Áhlí    |
| 4    | V     | Abdullah Al-Zori      | 1987. augusztus 13. (27 évesen)  | 37   | el-Hilál   |
| 5    | V     | Omar Hawsawi          | 1985. szeptember 27. (29 évesen) | 6    | en-Naszr   |
| 6    | KP    | Mustafa Al-Bassas     | 1993. június 2. (21 évesen)      | 8    | el-Áhlí    |
| 7    | KP    | Salman Al-Faraj       | 1989. augusztus 1. (25 évesen)   | 5    | el-Hilál   |
| 8    | CS    | Yahya Al-Shehri       | 1990. június 26. (24 évesen)     | 20   | en-Naszr   |
| 9    | CS    | Naif Hazazi           | 1989. január 11. (25 évesen)     | 46   | es-Sabáb   |
| 10   | CS    | Mohammad Al-Sahlawi   | 1987. január 10. (27 évesen)     | 7    | en-Naszr   |
| 11   | KP    | Waleed Bakshween      | 1989. november 12. (25 évesen)   | 9    | el-Áhlí    |
| 12   | V     | Hassan Muath Fallatah | 1986. január 27. (28 évesen)     | 48   | es-Sabáb   |
| 13   | V     | Yasser Al-Shahrani    | 1992. május 25. (22 évesen)      | 10   | el-Hilál   |
| 14   | KP    | Saud Khariri (csk)    | 1980. július 8. (34 évesen)      | 125  | el-Áhlí    |
| 15   | KP    | Ibrahim Ghaleb        | 1990. szeptember 28. (24 évesen) | 15   | en-Naszr   |
| 16   | V     | Motaz Hawsawi         | 1992. február 17. (22 évesen)    | 7    | el-Áhlí    |
| 17   | KP    | Taisir Al-Jassim      | 1984. július 25. (30 évesen)     | 90   | el-Áhlí    |
| 18   | KP    | Salem Al-Dawsari      | 1991. augusztus 19. (23 évesen)  | 17   | el-Hilál   |
| 19   | CS    | Fahad Al-Muwallad     | 1994. szeptember 14. (20 évesen) | 15   | el-Áttihád |
| 20   | KP    | Nawaf Al Abed         | 1990. január 26. (24 évesen)     | 23   | el-Hilál   |
| 21   | K     | Abdullah Al-Sudairy   | 1992. február 2. (22 évesen)     | 1    | el-Hilál   |
| 22   | K     | Abdellah el-Enezi     | 1990. szeptember 20. (24 évesen) | 2    | en-Naszr   |
| 23   | V     | Majed Al-Marshedi     | 1984. november 1. (30 évesen)    | 45   | es-Sabáb   |

### Kína
Szövetségi kapitány:  Alain Perrin
A végső keretet 2014. december 24-én jelentették be.
| Szám | Poszt | Név              | Születési dátum (Kor)            | Vál. | Klub                 |
| ---- | ----- | ---------------- | -------------------------------- | ---- | -------------------- |
| 1    | K     | Ceng Cseng       | 1987. január 8. (28 évesen)      | 30   | Guangzhou Evergrande |
| 2    | V     | Zsen Hang        | 1989. február 23. (25 évesen)    | 10   | Jiangsu Sainty       |
| 3    | V     | Mej Fang         | 1989. november 14. (25 évesen)   | 8    | Guangzhou Evergrande |
| 4    | V     | Csiang Cse-peng  | 1989. március 6. (25 évesen)     | 7    | Guangzhou R&F        |
| 5    | V     | Csang Lin-peng   | 1989. május 9. (25 évesen)       | 41   | Guangzhou Evergrande |
| 6    | V     | Li Ang           | 1993. szeptember 15. (21 évesen) | 1    | Jiangsu Sainty       |
| 7    | KP    | Vu Lej           | 1991. november 19. (23 évesen)   | 22   | Shanghai SIPG        |
| 8    | KP    | Caj Huj-kang     | 1989. október 10. (25 évesen)    | 8    | Shanghai SIPG        |
| 9    | CS    | Jang Hszü        | 1987. február 12. (27 évesen)    | 33   | Shandong Luneng      |
| 10   | KP    | Cseng Cse (csk)  | 1980. augusztus 20. (34 évesen)  | 81   | Guangzhou Evergrande |
| 11   | KP    | Hao Csün-min     | 1987. március 24. (27 évesen)    | 49   | Shandong Luneng      |
| 12   | K     | Jen Csün-ling    | 1991. január 28. (23 évesen)     | 0    | Shanghai SIPG        |
| 13   | KP    | Liu Csien-je     | 1987. június 17. (27 évesen)     | 41   | Jiangsu Sainty       |
| 14   | V     | Csi Hsziang      | 1990. március 1. (24 évesen)     | 2    | Jiangsu Sainty       |
| 15   | V     | Vu Hszi          | 1989. február 19. (25 évesen)    | 21   | Jiangsu Sainty       |
| 16   | CS    | Szun Ko          | 1989. augusztus 26. (25 évesen)  | 22   | Jiangsu Sainty       |
| 17   | CS    | Csang Cseng-tung | 1989. február 9. (25 évesen)     | 14   | Beijing Guoan        |
| 18   | CS    | Kao Lin          | 1986. február 14. (28 évesen)    | 79   | Guangzhou Evergrande |
| 19   | KP    | Liu Pin-pin      | 1993. június 16. (21 évesen)     | 2    | Shandong Luneng      |
| 20   | KP    | Jü Han-csao      | 1987. február 25. (27 évesen)    | 36   | Guangzhou Evergrande |
| 21   | KP    | Jü Haj           | 1987. június 4. (27 évesen)      | 50   | Guizhou Renhe        |
| 22   | KP    | Liao Li-seng     | 1993. április 29. (21 évesen)    | 4    | Guangzhou Evergrande |
| 23   | K     | Vang Ta-lej      | 1989. január 10. (25 évesen)     | 10   | Shandong Luneng      |

### Észak-Korea
Szövetségi kapitány: Cso Dongszop
A végső keretet 2014. december 30-án jelentették be.
| Szám | Poszt | Név                  | Születési dátum (Kor)            | Vál. | Klub             |
| ---- | ----- | -------------------- | -------------------------------- | ---- | ---------------- |
| 1    | K     | Ri Mjongguk          | 1986. szeptember 9. (28 évesen)  | 54   | Phenjan          |
| 2    | V     | Ri Cshangho          | 1990. január 4. (25 évesen)      | 0    | Rimjongszu       |
| 3    | V     | Csang Szonghjok      | 1991. január 18. (23 évesen)     | 10   | Rimjongszu       |
| 4    | V     | Cson Gvangik         | 1988. április 5. (26 évesen)     | 35   | Amnokkang        |
| 5    | V     | Han Szonghjok        | 1987. december 11. (27 évesen)   | 3    | Rimjongszu       |
| 6    | V     | Ro Hakszu            | 1990. január 19. (24 évesen)     | 12   | Rimjongszu       |
| 7    | KP    | Ri Szangcshol        | 1990. december 26. (24 évesen)   | 2    | Rimjongszu       |
| 8    | KP    | Rjang Jonggi         | 1982. január 7. (33 évesen)      | 21   | Vegalta Sendai   |
| 9    | KP    | Pak Szongcshol (csk) | 1987. szeptember 24. (27 évesen) | 31   | Rimjongszu       |
| 10   | CS    | Pak Kvangnjong       | 1992. szeptember 27. (22 évesen) | 12   | Vaduz            |
| 11   | KP    | Csong Ilgvan         | 1992. október 30. (22 évesen)    | 25   | Rimjongszu       |
| 12   | CS    | Om Csholszong        | 1992. november 12. (22 évesen)   | 1    | 4.25             |
| 13   | V     | Sim Hjondzsin        | 1991. január 1. (24 évesen)      | 9    | 4.25             |
| 14   | CS    | Kje Szonghjok        | 1992. november 12. (22 évesen)   | 2    | 4.25             |
| 15   | V     | Csang Gukcshol       | 1994. február 16. (20 évesen)    | 11   | Hvebul           |
| 16   | V     | Csha Dzsonghjok      | 1985. szeptember 25. (29 évesen) | 45   | Wil 1900         |
| 17   | CS    | Szo Hjonuk           | 1992. április 17. (22 évesen)    | 3    | 4.25             |
| 18   | K     | Ri Gvangil           | 1988. április 13. (26 évesen)    | 0    | 4.25             |
| 19   | KP    | Ri Jongdzsik         | 1991. február 8. (23 évesen)     | 0    | Tokushima Vortis |
| 20   | CS    | Cshö Von             | 1992. november 25. (22 évesen)   | 4    | Hvebul           |
| 21   | KP    | O Hjokcshol          | 1991. augusztus 2. (23 évesen)   | 3    | 4.25             |
| 22   | K     | Csu Gvangmin         | 1990. május 20. (24 évesen)      | 14   | Rimjongszu       |

## C csoport

### Irán
Szövetségi kapitány:  Carlos Queiroz
A végső keretet 2014. december 30-án jelentették be. 2015. január 7-én Hashem Beikzadeh helyett Mohammad Reza Khanzadeh került a keretbe.
| Szám | Poszt | Név                     | Születési dátum (Kor)            | Vál. | Klub              |
| ---- | ----- | ----------------------- | -------------------------------- | ---- | ----------------- |
| 1    | K     | Alireza Haghighi        | 1988. május 2. (26 évesen)       | 10   | Penafiel          |
| 2    | V     | Khosro Heydari          | 1983. szeptember 14. (31 évesen) | 53   | Esteghlal         |
| 3    | KP    | Ehsan Hajsafi           | 1990. február 25. (24 évesen)    | 66   | Sepahan           |
| 4    | V     | Jalal Hosseini          | 1982. február 3. (32 évesen)     | 89   | Al-Ahli           |
| 5    | V     | Amir Hossein Sadeghi    | 1981. szeptember 6. (33 évesen)  | 20   | Esteghlal         |
| 6    | KP    | Javad Nekounam (csk)    | 1980. szeptember 7. (34 évesen)  | 145  | Osasuna           |
| 7    | KP    | Masoud Shojaei          | 1984. június 9. (30 évesen)      | 54   | Al-Shahania       |
| 8    | V     | Morteza Pouraliganji    | 1992. április 19. (22 évesen)    | 1    | Naft Tehran       |
| 9    | KP    | Omid Ebrahimi           | 1987. szeptember 16. (27 évesen) | 7    | Esteghlal         |
| 10   | CS    | Karim Ansarifard        | 1990. április 3. (24 évesen)     | 45   | Osasuna           |
| 11   | V     | Vouria Ghafouri         | 1987. szeptember 20. (27 évesen) | 2    | Sepahan           |
| 12   | K     | Mohsen Forouzan         | 1988. május 3. (26 évesen)       | 2    | Esteghlal         |
| 13   | CS    | Vahid Amiri             | 1988. április 2. (26 évesen)     | 1    | Naft Tehran       |
| 14   | KP    | Andranik Teymourian     | 1983. március 6. (31 évesen)     | 84   | Tractor Sazi      |
| 15   | V     | Soroush Rafiei          | 1990. március 24. (24 évesen)    | 1    | Foolad FC         |
| 16   | CS    | Reza Ghoochannejhad     | 1987. szeptember 20. (27 évesen) | 19   | Charlton Athletic |
| 17   | KP    | Soroush Rafiei          | 1990. március 24. (24 évesen)    | 2    | Foolad            |
| 18   | CS    | Alireza Jahanbakhsh     | 1993. augusztus 11. (21 évesen)  | 12   | N.E.C.            |
| 19   | V     | Mohammad Reza Khanzadeh | 1991. május 11. (23 évesen)      | 7    | Persepolis        |
| 20   | CS    | Szardar Azmun           | 1995. január 1. (20 évesen)      | 4    | Rubin Kazany      |
| 21   | CS    | Ashkan Dejagah          | 1986. június 5. (28 évesen)      | 19   | Al-Arabi          |
| 22   | K     | Alireza Beiranvand      | 1992. szeptember 22. (22 évesen) | 1    | Naft Tehran       |
| 23   | V     | Mehrdad Pooladi         | 1987. február 26. (27 évesen)    | 24   | Al-Shahania       |

### Egyesült Arab Emírségek
Szövetségi kapitány: Mahdi Ali
A végső keretet 2014. december 27-én jelentették be.
| Szám | Poszt | Név                         | Születési dátum (Kor)            | Vál. | Klub      |
| ---- | ----- | --------------------------- | -------------------------------- | ---- | --------- |
| 1    | K     | Majed Naser (csk)           | 1984. április 1. (30 évesen)     | 64   | Al-Wasl   |
| 2    | KP    | Hassan Ibrahim              | 1990. október 19. (24 évesen)    | 4    | Al-Shabab |
| 3    | V     | Walid Abbas                 | 1985. június 11. (29 évesen)     | 15   | Al-Ahli   |
| 4    | KP    | Habíb Fardan                | 1990. november 11. (24 évesen)   | 14   | en-Naszr  |
| 5    | KP    | Ámer Abd ar-Rahmán          | 1989. július 3. (25 évesen)      | 37   | Baniyas   |
| 6    | V     | Mohanad Salem               | 1985. március 1. (29 évesen)     | 3    | Al-Ain    |
| 7    | CS    | Ali Mabkhout                | 1990. október 5. (24 évesen)     | 31   | Al-Jazira |
| 8    | V     | Hamdán el-Kamáli            | 1989. május 2. (25 évesen)       | 31   | Al-Wahda  |
| 9    | V     | Abd el-Azíz Huszejn         | 1990. szeptember 10. (24 évesen) | 9    | Al-Ahli   |
| 10   | KP    | Omar Abd ar-Rahmán          | 1991. szeptember 20. (23 évesen) | 26   | Al-Ain    |
| 11   | CS    | Ahmed Halíl                 | 1991. június 8. (23 évesen)      | 57   | Al-Ahli   |
| 12   | K     | Hálid Ísza                  | 1989. szeptember 15. (25 évesen) | 0    | Al-Ain    |
| 13   | KP    | Hamísz Iszmáíl              | 1989. augusztus 16. (25 évesen)  | 6    | Al-Jazira |
| 14   | V     | Abd el-Azíz Szankúr         | 1989. május 7. (25 évesen)       | 2    | Al-Ahli   |
| 15   | KP    | Iszmáil el-Hamádi           | 1988. július 1. (26 évesen)      | 51   | Al-Ahli   |
| 16   | KP    | Mohamed Abdulrahman         | 1989. január 1. (26 évesen)      | 2    | Al-Ain    |
| 17   | KP    | Majed Hassan                | 1992. augusztus 1. (22 évesen)   | 3    | Al-Ahli   |
| 18   | V     | Mohammed Favzi              | 1990. február 22. (24 évesen)    | 4    | Al-Ain    |
| 19   | V     | Mohamed Ismail Ahmed Ismail | 1983. július 1. (31 évesen)      | 1    | Al-Ain    |
| 20   | CS    | Saeed Al-Kathiri            | 1988. március 28. (26 évesen)    | 15   | Al-Wahda  |
| 21   | KP    | Haboush Saleh               | 1989. július 13. (25 évesen)     | 8    | Baniyas   |
| 22   | K     | Mohamed Yousif              | 1991. május 25. (23 évesen)      | 0    | Sharjah   |
| 23   | V     | Mohammed Ahmad              | 1989. április 16. (25 évesen)    | 9    | Al-Ain    |

### Katar
Szövetségi kapitány:  Djamel Belmadi
A végső keretet 2014. december 23-án jelentették be.
| Szám | Poszt | Név                      | Születési dátum (Kor)            | Vál. | Klub       |
| ---- | ----- | ------------------------ | -------------------------------- | ---- | ---------- |
| 1    | K     | Qasem Burhan             | 1985. december 15. (29 évesen)   | 66   | Al-Gharafa |
| 2    | V     | Mohammed Musa            | 1986. március 23. (28 évesen)    | 24   | Lekhwiya   |
| 3    | V     | Abd el-Csarím Haszan     | 1993. augusztus 28. (21 évesen)  | 28   | Al-Sadd    |
| 4    | V     | Almahdi Ali Mukhtar      | 1992. március 2. (22 évesen)     | 12   | Al-Sadd    |
| 5    | KP    | Abd ál-Azíz Hátem        | 1990. október 28. (24 évesen)    | 19   | Al-Arabi   |
| 6    | V     | Bilal Mohammed           | 1986. június 2. (28 évesen)      | 103  | Al-Gharafa |
| 7    | V     | Khalid Muftah            | 1992. július 2. (22 évesen)      | 26   | Lekhwiya   |
| 8    | KP    | Alí Aszad Állah          | 1993. január 19. (21 évesen)     | 10   | Al-Sadd    |
| 9    | CS    | Meshal Abdullah (csk)    | 1984. május 2. (30 évesen)       | 33   | Al-Ahli    |
| 10   | KP    | Khalfan Ibrahim          | 1988. február 18. (26 évesen)    | 81   | Al-Sadd    |
| 11   | CS    | Hassan Al Haidos         | 1990. december 11. (24 évesen)   | 49   | Al-Sadd    |
| 12   | CS    | Magid Mohamed            | 1985. október 11. (29 évesen)    | 56   | El-Jaish   |
| 13   | V     | Ibrahim Majid            | 1990. május 12. (24 évesen)      | 67   | Al-Sadd    |
| 14   | KP    | Khalid Abdulraouf        | 1989. november 14. (25 évesen)   | 4    | El-Jaish   |
| 15   | V     | Abdurahman Abubakar      | 1990. augusztus 3. (24 évesen)   | 2    | El-Jaish   |
| 16   | KP    | Búalám Húhí              | 1990. szeptember 7. (24 évesen)  | 11   | Al-Arabi   |
| 17   | KP    | Iszmáíl Mohamad          | 1990. április 5. (24 évesen)     | 14   | Lekhwiya   |
| 18   | CS    | Mohammed Tresor Abdullah | 1987. április 8. (27 évesen)     | 0    | Lekhwiya   |
| 19   | KP    | Mohammed Muntari         | 1993. december 20. (21 évesen)   | 0    | El-Jaish   |
| 20   | KP    | Karim Boudiaf            | 1989. szeptember 16. (25 évesen) | 9    | Lekhwiya   |
| 21   | K     | Ahmed Soufiane           | 1990. augusztus 9. (24 évesen)   | 2    | El-Jaish   |
| 22   | K     | Szad ál-Síb              | 1990. február 19. (24 évesen)    | 15   | Al-Sadd    |
| 23   | KP    | Ahmed Abdelmakszúd       | 1989. augusztus 7. (25 évesen)   | 9    | Umm-Salal  |

### Bahrein
Szövetségi kapitány: Marjan Eid
A végső keretet 2014. december 30-án jelentették be.
| Szám | Poszt | Név                       | Születési dátum (Kor)            | Vál. | Klub         |
| ---- | ----- | ------------------------- | -------------------------------- | ---- | ------------ |
| 1    | K     | Szaíd Dzsafar             | 1985. augusztus 25. (29 évesen)  | 54   | Muharraq     |
| 2    | V     | Mohamed Huszaín (csk)     | 1980. július 31. (34 évesen)     | 90   | en-Naszr     |
| 3    | V     | Valíd el-Hajám            | 1988. november 4. (26 évesen)    | 8    | Muharraq     |
| 4    | KP    | Szajed Szaíd              | 1992. július 17. (22 évesen)     | 16   | Al-Riffa     |
| 5    | V     | Abdulla Shalal            | 1993. január 31. (21 évesen)     | 1    | Al-Riffa     |
| 6    | V     | Abd Állah Jászer          | 1988. március 27. (26 évesen)    | 5    | Muharraq     |
| 7    | KP    | Abd el-Vaháb esz-Száfí    | 1984. június 4. (30 évesen)      | 36   | Al-Qadisiyah |
| 8    | KP    | Sayed Ahmed               | 1991. március 4. (23 évesen)     | 9    | Al-Busaiteen |
| 9    | KP    | Abd el-Vaháb el-Malúd     | 1989. július 21. (25 évesen)     | 15   | Hidd         |
| 10   | CS    | Mohamed et-Tajeb el-Aláví | 1989. október 13. (25 évesen)    | 10   | Al-Riffa     |
| 11   | CS    | Iszmaíl Abd el-Latíf      | 1986. szeptember 11. (28 évesen) | 61   | Muharraq     |
| 12   | KP    | Faouzi Aaish              | 1985. február 27. (29 évesen)    | 59   | esz-Szaílija |
| 13   | V     | Abdulla Al-Haza'a         | 1990. július 19. (24 évesen)     | 27   | Hidd         |
| 14   | CS    | Jaycee John Okwunwanne    | 1985. október 8. (29 évesen)     | 45   | Al-Mesaimeer |
| 15   | KP    | Abdullah Omar             | 1987. január 1. (28 évesen)      | 42   | Muharraq     |
| 16   | CS    | Abdulla Yusuf Helal       | 1993. június 12. (21 évesen)     | 0    | East Riffa   |
| 17   | V     | Hussain Ali Baba          | 1982. február 11. (32 évesen)    | 71   | Muharraq     |
| 18   | V     | Mohamed Duaij Mahorfi     | 1989. május 9. (25 évesen)       | 23   | Al-Riffa     |
| 19   | CS    | Faisal Bodahoom           | 1988. szeptember 25. (26 évesen) | 0    | East Riffa   |
| 20   | CS    | Sami Al-Husaini           | 1989. szeptember 29. (25 évesen) | 37   | Al-Busaiteen |
| 21   | K     | Hamed Al-Doseri           | 1989. július 24. (25 évesen)     | 1    | Al-Riffa     |
| 22   | K     | Ashraf Waheed Al Sebaie   | 1991. július 5. (23 évesen)      | 0    | Manama       |
| 23   | V     | Rashed Al Hooti           | 1989. december 24. (25 évesen)   | 16   | Al-Riffa     |

## D csoport

### Japán
Szövetségi kapitány:  Javier Aguirre
A végső keretet 2014. december 25-én jelentették be. Utólag Ucsida Acuto sérülése miatt Ueda Naomicsi került a keretbe.
| Szám | Poszt | Név                  | Születési dátum (Kor)            | Vál. | Klub                |
| ---- | ----- | -------------------- | -------------------------------- | ---- | ------------------- |
| 1    | K     | Kavasima Eidzsi      | 1983. március 20. (31 évesen)    | 64   | Standard Liège      |
| 2    | V     | Ueda Naomicsi        | 1994. október 24. (20 évesen)    | 0    | Kashima Antlers     |
| 3    | V     | Óta Kószuke          | 1987. július 23. (27 évesen)     | 3    | FC Tokyo            |
| 4    | CS    | Honda Keiszuke       | 1986. június 13. (28 évesen)     | 65   | Milan               |
| 5    | V     | Nagatomo Júto        | 1986. szeptember 12. (28 évesen) | 76   | Internazionale      |
| 6    | KP    | Morisige Maszato     | 1987. május 21. (27 évesen)      | 17   | FC Tokyo            |
| 7    | KP    | Endó Jaszuhito       | 1980. január 28. (34 évesen)     | 148  | Gamba Osaka         |
| 8    | CS    | Kijotake Hirosi      | 1989. november 12. (25 évesen)   | 26   | Hannover 96         |
| 9    | CS    | Okazaki Sindzsi      | 1986. április 16. (28 évesen)    | 84   | Mainz 05            |
| 10   | KP    | Kagava Sindzsi       | 1989. március 17. (25 évesen)    | 63   | Borussia Dortmund   |
| 11   | CS    | Tojoda Jóhei         | 1985. április 11. (29 évesen)    | 6    | Sagan Tosu          |
| 12   | K     | Nisikava Súszaku     | 1986. június 18. (28 évesen)     | 15   | Urawa Red Diamonds  |
| 13   | KP    | Kobajasi Ju          | 1987. szeptember 23. (27 évesen) | 2    | Kawasaki Frontale   |
| 14   | CS    | Mutó Josinori        | 1992. július 15. (22 évesen)     | 6    | FC Tokyo            |
| 15   | KP    | Konno Jaszujuki      | 1983. január 25. (31 évesen)     | 84   | Gamba Osaka         |
| 16   | V     | Siotani Cukasza      | 1988. december 5. (26 évesen)    | 2    | Sanfrecce Hiroshima |
| 17   | KP    | Haszebe Makoto (csk) | 1984. január 18. (30 évesen)     | 83   | Eintracht Frankfurt |
| 18   | V     | Inui Takasi          | 1988. június 2. (26 évesen)      | 14   | Eintracht Frankfurt |
| 19   | V     | Sodzsi Gen           | 1992. december 11. (22 évesen)   | 0    | Kashima Antlers     |
| 20   | KP    | Sibaszaki Gaku       | 1992. május 28. (22 évesen)      | 4    | Kashima Antlers     |
| 21   | V     | Szakai Gótoku        | 1991. március 14. (23 évesen)    | 19   | VfB Stuttgart       |
| 22   | V     | Josida Maja          | 1988. augusztus 24. (26 évesen)  | 49   | Southampton         |
| 23   | K     | Higasigucsi Maszaaki | 1986. május 12. (28 évesen)      | 0    | Gamba Osaka         |

### Jordánia
Szövetségi kapitány:  Ray Wilkins
A végső keretet 2014. december 18-án jelentették be.
| Szám | Poszt | Név                 | Születési dátum (Kor)           | Vál. | Klub            |
| ---- | ----- | ------------------- | ------------------------------- | ---- | --------------- |
| 1    | K     | Amer Shafi (csk)    | 1982. február 14. (32 évesen)   | 107  | Al-Wehdat       |
| 2    | KP    | Raja'i Ayed         | 1993. július 25. (21 évesen)    | 12   | Al-Wehdat       |
| 3    | V     | Tareq Khattab       | 1992. május 6. (22 évesen)      | 19   | es-Sabáb        |
| 4    | KP    | Samir Raja          | 1994. szeptember 3. (20 évesen) | 1    | Al-Wehdat       |
| 5    | V     | Mohammad Mustafa    | 1989. október 29. (25 évesen)   | 38   | Al-Khor         |
| 6    | KP    | Saeed Murjan        | 1990. február 10. (24 évesen)   | 46   | Al-Ramtha       |
| 7    | CS    | Mahmoud Za'tara     | 1991. január 8. (24 évesen)     | 5    | Al-Wehdat       |
| 8    | CS    | Odai Al-Saify       | 1986. május 26. (28 évesen)     | 74   | Al-Salmiya      |
| 9    | KP    | Ahmed Sariweh       | 1994. január 23. (31 éves)      | 5    | Al-Qadisiyah    |
| 10   | CS    | Ahmad Hayel         | 1983. október 30. (31 évesen)   | 59   | Al-Arabi        |
| 11   | V     | Oday Zahran         | 1991. január 29. (23 évesen)    | 33   | Shabab Al-Ordon |
| 12   | K     | Moataz Yaseen       | 1982. november 3. (32 évesen)   | 7    | That Ras        |
| 13   | KP    | Khalil Bani Attiah  | 1991. június 8. (23 évesen)     | 45   | el-Fajszalí     |
| 14   | CS    | Abdallah Deeb       | 1987. március 10. (27 évesen)   | 78   | Al-Riffa        |
| 15   | KP    | Mohammad Al-Dawud   | 1992. április 12. (22 évesen)   | 6    | Hidd            |
| 16   | KP    | Munther Abu Amarah  | 1992. április 24. (22 évesen)   | 9    | Al-Wehdat       |
| 17   | KP    | Saleh Rateb         | 1994. december 18. (20 évesen)  | 3    | Al-Wehdat       |
| 18   | KP    | Ahmed Elias         | 1990. november 9. (24 évesen)   | 4    | Al-Wehdat       |
| 19   | V     | Anas Bani Yaseen    | 1988. november 29. (26 évesen)  | 66   | er-Ráíd         |
| 20   | CS    | Hamza Al-Dardour    | 1991. május 12. (23 évesen)     | 21   | el-Halídzs      |
| 21   | V     | Mohammad Al-Dmeiri  | 1987. augusztus 30. (27 évesen) | 51   | el-Áttihád      |
| 22   | K     | Ahmed Abdel-Sattar  | 1984. július 6. (30 évesen)     | 7    | Al-Jazeera      |
| 23   | CS    | Yousef Al-Rawashdeh | 1990. március 14. (24 évesen)   | 13   | Al-Ramtha       |

### Irak
Szövetségi kapitány: Rádi Senajsil
A végső keretet 2014. december 29-én jelentették be.
| Szám | Poszt | Név                     | Születési dátum (Kor)           | Vál. | Klub           |
| ---- | ----- | ----------------------- | ------------------------------- | ---- | -------------- |
| 1    | K     | Ali Jászín              | 1993. augusztus 9. (21 évesen)  | 0    | Naft Al-Janoob |
| 2    | V     | Ahmad Ibrahim           | 1992. február 25. (22 évesen)   | 41   | Ajman          |
| 3    | V     | Ali Bahdzsat            | 1992. március 3. (22 évesen)    | 21   | Al-Shorta      |
| 4    | V     | Ali Faez                | 1994. szeptember 9. (20 évesen) | 8    | Erbil          |
| 5    | KP    | Jászer Kászim           | 1991. május 10. (23 évesen)     | 5    | Swindon Town   |
| 6    | V     | Ali Adnan               | 1993. december 19. (21 évesen)  | 27   | Rizespor       |
| 7    | KP    | Amdzsad Kalaf           | 1991. október 5. (23 évesen)    | 18   | Al-Shorta      |
| 8    | CS    | Justin Meram            | 1988. december 4. (26 évesen)   | 4    | Columbus Crew  |
| 9    | KP    | Ahmed Yasin             | 1991. április 22. (23 évesen)   | 30   | Örebro         |
| 10   | CS    | Júnisz Mahmúd (csk)     | 1983. február 3. (31 évesen)    | 131  | nincs          |
| 11   | KP    | Humám Tárikq            | 1996. február 10. (18 évesen)   | 23   | Al Dhafra      |
| 12   | K     | Jalal Hassan            | 1991. május 18. (23 évesen)     | 14   | Erbil          |
| 13   | KP    | Oszáma Rasíd            | 1992. január 17. (22 évesen)    | 9    | Alphense Boys  |
| 14   | V     | Szalám Sákir            | 1986. július 31. (28 évesen)    | 76   | Al-Shorta      |
| 15   | V     | Durgám Iszmáíl          | 1994. május 23. (20 évesen)     | 17   | Al-Shorta      |
| 16   | CS    | Marván Huszejn          | 1991. január 4. (24 évesen)     | 5    | Al-Shorta      |
| 17   | CS    | Alá Abd az-Zahra Hassán | 1987. december 22. (27 évesen)  | 78   | Al-Shorta      |
| 18   | V     | Számeh Szaíd            | 1992. július 1. (22 évesen)     | 2    | Baghdad        |
| 19   | KP    | Mahdi Kámel             | 1995. január 6. (20 évesen)     | 10   | Al-Shorta      |
| 20   | K     | Mohammed Hameed         | 1993. január 24. (21 évesen)    | 10   | Al-Shorta      |
| 21   | KP    | Szaad Abd el-Amír       | 1992. január 19. (22 évesen)    | 36   | Erbil          |
| 22   | KP    | Ali Hoszni              | 1994. október 1. (20 évesen)    | 3    | Al-Minaa       |
| 23   | V     | Waleed Salem            | 1992. január 5. (23 évesen)     | 23   | Al-Shorta      |

### Palesztina
Szövetségi kapitány: Saeb Jendeya
A végső keretet 2014. december 25-én jelentették be.
| Szám | Poszt | Név                 | Születési dátum (Kor)           | Vál. | Klub                |
| ---- | ----- | ------------------- | ------------------------------- | ---- | ------------------- |
| 1    | K     | Toufic Ali          | 1990. november 8. (24 évesen)   | 14   | Wadi Al-Nes         |
| 2    | V     | Raed Fares          | 1982. december 6. (32 évesen)   | 27   | Thaqafi Tulkarm     |
| 3    | KP    | Hussam Abu Saleh    | 1983. február 14. (31 évesen)   | 44   | Hilal Al-Quds       |
| 4    | V     | Ahmed Harbi         | 1986. július 16. (28 évesen)    | 20   | Al-Am'ary           |
| 5    | V     | Haytham Theeb       | 1986. december 3. (28 évesen)   | 17   | Hilal Al-Quds       |
| 6    | V     | Mousa Abu Jazar     | 1987. augusztus 28. (27 évesen) | 29   | Shabab Al-Khalil    |
| 7    | CS    | Ashraf Nu’man       | 1986. július 29. (28 évesen)    | 48   | el-Fajszalí         |
| 8    | KP    | Hesham Salhe        | 1987. november 8. (27 évesen)   | 9    | Hilal Al-Quds       |
| 9    | CS    | Khaled Salem        | 1989. november 17. (25 évesen)  | 12   | Hilal Al-Quds       |
| 10   | KP    | Ismail Al-Amour     | 1983. október 2. (31 évesen)    | 39   | Hilal Al-Quds       |
| 11   | CS    | Ahmed Maher         | 1991. július 22. (23 évesen)    | 10   | Shabab Al-Dhahiriya |
| 12   | V     | Tamer Salah         | 1986. február 3. (28 évesen)    | 0    | Hilal Al-Quds       |
| 13   | KP    | Jaka Ihbeisheh      | 1986. augusztus 29. (28 évesen) | 0    | NK Krka             |
| 14   | V     | Abdullah Jaber      | 1993. február 17. (21 évesen)   | 10   | Hilal Al-Quds       |
| 15   | V     | Abdelatif Bahdari   | 2014. május 19. (-31 évesen)    | 29   | Al-Wehdat           |
| 16   | CS    | Mahmoud Eid         | 1993. június 23. (21 évesen)    | 4    | Nyköpings           |
| 17   | V     | Alexis Norambuena   | 1984. március 31. (30 évesen)   | 7    | GKS Belchatow       |
| 18   | V     | Mus’ab Al-Batat     | 1993. november 21. (21 évesen)  | 7    | Shabab Al-Dhahiriya |
| 19   | CS    | Abdelhamid Abuhabib | 1989. június 8. (25 évesen)     | 25   | Markaz Balata       |
| 20   | KP    | Khader Yousef       | 1984. október 6. (30 évesen)    | 47   | Wadi Al-Nes         |
| 21   | K     | Ramzi Saleh (csk)   | 1980. augusztus 8. (34 évesen)  | 105  | Smouha              |
| 22   | K     | Rami Hamadi         | 1991. április 20. (23 évesen)   | 0    | Shabab Al-Khalil    |
| 23   | KP    | Murad Ismail Said   | 1982. december 15. (32 évesen)  | 27   | Hilal Al-Quds       |